# 林家さん歩
林家 さん歩（はやしや さんぽ 、1987年（昭和62年）2月28日 - ）は、日本の元落語家。元落語協会所属。長野県長野市出身。
本名は小林 太輔（こばやし たいすけ）。血液型O型、星座魚座。身長186cm。長野県北部高等学校卒業。出囃子は『ウサギのダンス』。

## 経歴
- 2006年∶林家木久扇に入門。
- 2007年∶8月21日 - 前座となる。前座名「たい木」。
- 2010年∶林家しん平門下へ移籍、「しん歩」と改名。
- 2011年11月∶二ツ目昇進、「さん歩」と改名。
- 2015年∶廃業[1]。

## 映画・舞台
- ひゅ〜どろ（監督・林家しん平）
- 落語物語